# René Poms
René Poms (* 5. Juli 1975 in Leoben) ist ein ehemaliger österreichischer Fußballspieler auf der Position eines Mittelfeldspielers, der heute als Fußballtrainer und -Funktionär tätig ist.

## Spielerkarriere

### Karrierebeginn in der Heimat
René Poms wurde am 5. Juli 1975 in Leoben geboren und begann hier im Jahre 1983 im Nachwuchsbereich des damaligen DSV Alpine seine Vereinskarriere als Fußballspieler. Nachdem er sämtliche Nachwuchsspielklassen des Vereins durchlaufen hatte, debütierte er rund um die Zeit der Fusionierung des DSV Alpine und des 1. FC Leoben (mit damaligem Spielbetrieb in der Unterliga Nord) zum nunmehrigen DSV Leoben für die zweite Mannschaft der Leobener und war in der Spielzeit 1993/94 erstmals in der Profimannschaft seiner Heimatstadt bei Pflichtspielen im Einsatz. Am 5. April 1994 gab Poms bei einem 3:0-Auswärtssieg über den Favoritner AC sein Debüt in der zweithöchsten österreichischen Fußballliga, als er von Trainer Milan Miklavič von Beginn an eingesetzt und ab der 81. Spielminute durch Christian Pracher ersetzt wurde. Ende des Monats kam er bei einem 0:0-Heimremis gegen den FC Puch zu einem zweiten (Kurz-)Einsatz für den DSV Leoben, mit dem er im Endklassement den zehnten Tabellenplatz belegte und die restliche Saison in der zweiten Mannschaft des Vereins verbrachte. In der darauffolgenden Spielzeit, in der Leoben in der Liga abermals nicht über einen zehnten Platz hinaus kam, es im ÖFB-Cup 1994/95 jedoch bis ins Finale schaffte und in diesem dem SK Rapid Wien nur knapp mit 0:1 unterlag, war Poms ausnahmslos in der zweiten Mannschaft, sowie ab dem Frühjahr 1995 bis zum Saisonende als Leihspieler beim FC Trofaiach in der Oberliga Nord im Einsatz.
Nach seiner Rückkehr nach Leoben im Sommer 1995 wurde Poms vom Deutschen Heinz Eisengrein gleich vom ersten Spieltag an in der Startformation eingesetzt. Danach folgten unter Eisengrein und unter dem diesem nachfolgenden Interimstrainer Andreas Leutschacher abwechselnde Einsätze von Beginn an und von der Ersatzbank, ehe sich Poms bei Leutschachers letztem Spiel, einer 1:3-Auswärtsniederlagen den SV Braunau so schwer verletzte, dass er – nachdem er erst kurz nach der Halbzeit eingewechselt worden war – ausgewechselt werden musste und in weiterer Folge für mehrere Wochen ausfiel. Unter Milan Đuričić fand der Mittelfeldakteur im November 1995 wieder zurück in die Mannschaft, musste sich dabei jedoch mit der Rolle als Reservist begnügen. Als sich in der Winterpause 1995/96 für Poms ein Wechsel innerhalb der Region auftat, wechselte er im Februar 1996 zum noch immer in der Oberliga Nord spielenden FC Trofaiach.

### Über Trofaiach zurück nach Leoben, weiter nach Kapfenberg und wieder retour
Beim Klub aus der Nachbarstadt Trofaiach entwickelte sich Poms rasch zu einem Stammspieler und konnte nun endlich die nötige Spielpraxis sammeln. Mit fünf Punkten Rückstand auf den SC Bruck/Mur wurde er mit den Trofaiachern in seiner ersten (halben) Saison Vizemeister der fünftklassigen Oberliga Nord. In der nachfolgenden Spielzeit 1996/97 reichte es hinter dem Meister ATV Irdning und dem Vizemeister FC Veitsch nur für den dritten Tabellenplatz im Endklassement. 1997/98 rangierte er mit dem FC Trofaiach in der teilweise recht dicht gestaffelten Endtabelle lediglich auf dem achten Platz und damit auf einer Platzierung im Tabellenmittelfeld. Alles änderte sich in der Saison 1998/99, als der Mittelfeldakteur mit seiner Mannschaft nicht nur Herbstmeister wurde, sondern am Saisonende die nächsten Verfolger wie den SV Bad Aussee oder den SC Liezen hinter sich ließ, den Oberliga-Meistertitel sicherte und damit den direkten Aufstieg in die steirische Landesliga fixierte. In dieser schafften es die Trofaiacher im ersten Anlauf auf Rang 10; am Ende der Saison verließ Poms nach viereinhalb Jahren den Verein wieder in Richtung Leoben.
Unter Đuričićs dritter Amtszeit in Leoben kam der 1,75 m große Rechtsfuß rasch als Stammkraft zum Einsatz; nur selten brachte er es auf Kurzeinsätze oder saß ohne Einsatz auf der Ersatzbank. So brachte er es in der Saison 2000/01 auf 30 von 36 möglich gewesene Zweitligaeinsätze und rangierte am Saisonende mit dem Team auf dem vierten Tabellenplatz. Hinzu kamen noch Einsätze im österreichischen Fußballpokal 2000/01, in dem er mit dem DSV im Achtelfinale dem FC Tirol mit 1:2 unterlag. Nach nur einer Spielzeit in Leoben schloss sich Poms im Sommer 2001 innerhalb der Obersteiermark dem Regionalligisten Kapfenberger SV an. In der Böhler-Stadt fungierte er unter Trainer Hans-Peter Schaller von Beginn an als Stammspieler im Mittelfeld und feierte einen Einstand nach Maß, als er gleich bei seinem ersten Meisterschaftseinsatz, bei einem 6:1-Sieg über den FC St. Veit im Erstrundenspiel der Spielzeit 2001/02 ein Tor erzielte. In der Saison 2001/02 verpasste er lediglich zwei Meisterschaftsspiele und kam bis zum Ende, als er mit den Kapfenbergern den Meistertitel in der Regionalliga Mitte und damit die Rückkehr in den Profifußball sicherte, auf vier erzielte Tore. Da Kapfenberg nicht den direkten Aufstieg schaffte, wurde der Aufsteiger in der Relegation ermittelt. Hierbei kam Poms im Hinspiel gegen den FC Hard zu einem Kurzeinsatz; im Rückspiel saß er uneingesetzt auf der Ersatzbank. Mit einem Gesamtergebnis von 5:3 schaffte die KSV die Rückkehr in den Profibereich. Außerdem kam Poms in dieser Saison in den beiden Spielen der Kapfenberger im österreichischen Fußball-Cup 2001/02 zum Einsatz, erzielte dabei gegen den SK St. Magdalena im Erstrundenspiel ein Tor und schied mit der Mannschaft nur eine Runde später gegen den BSV Bad Bleiberg vom Wettbewerb aus.
In die Meisterschaft 2002/03 startete Poms nicht mehr für Kapfenberg, sondern wechselte wieder einige Kilometer Richtung Westen in seine Heimatstadt Leoben. Unter Petar Šegrt, der hier seine erste Profistation als Trainer hatte, fand er daraufhin jedoch kaum Berücksichtigung im Profikader der Leobener und kam bis zur Winterpause auf lediglich sieben Einsätze in der Liga und einen Auftritt im ÖFB-Cup 2002/03 – davon größtenteils Kurzeinsätze. Die restliche Zeit bis zur Winterpause 2002/03 verbrachte er in der zweiten Mannschaft des DSV mit Spielbetrieb in der sechstklassigen Unterliga Nord B. Um zumindest etwas mehr Spielpraxis zu sammeln, bahnte sich noch in dieser Zeit ein Wechsel Poms’ ins Unterhaus an.

### Amateurspieler im Paltental und steirischen Salzkammergut
So wechselte er noch im Winter zum steirischen Landesligisten SV Rottenmann, der zu dieser Zeit auf Rang 4 der Tabelle stand. Nach Poms’ Wechsel ins Paltental konnte der Verein jedoch nur zwei seiner restlichen 15 Ligapartien gewinnen und rangierte nach zehn Siegen, zehn Unentschieden und zehn Niederlagen am Saisonende auf dem siebenten Tabellenplatz. Als Stammspieler hatte der Mittelfeldakteur in der darauffolgenden Spielzeit einen erheblichen Anteil an den Erfolgen der Rottenmanner, die zum Ende der Meisterschaft in einem zweiten Tabellenplatz – mit sechs Punkten Rückstand auf Meister Kalsdorf – gipfelten. Während der erfolgreichen Hinrunde des Vereins aus der Bergstadt Rottenmann verließ Poms in der Winterpause 2004/05 den Klub und folgte dem Ruf des in den 1990er Jahren ebenfalls beim DSV Leoben aktiv gewesenen Gernot Stradner zum SV Bad Aussee, der zu dieser Zeit ebenfalls noch in der steirischen Landesliga vertreten war. Im Ausseerland konnte er rasch Fuß fassen und wurde mit dem Klub zum Saisonende Meister der steirischen Landesliga, was mit dem Aufstieg in die drittklassige Regionalliga Mitte verbunden war. Noch vor dem Aufstieg in die Drittklassigkeit wurde der gebürtige Leobener im Sommer 2005 – bis zur Winterpause – an den Viertligisten SC Weiz verliehen.
Bei den Oststeirern absolvierte er eine erfolgreiche Hinrunde, rangierte mit dem Team über weite Teile des Herbstdurchgangs auf dem ersten Tabellenplatz und kam bis zum Winter auf sechs Treffer bei 15 Ligaeinsätzen, von denen er allesamt über die komplette Matchdauer durchspielte. Nach der Rückkehr ins steirische Salzkammergut wurde Poms im Frühjahr 2006 von Stradner als Stammkraft im Mittelfeld eingesetzt. Aufgrund einer Gelb-Rot-Sperre verpasste er die letzten drei Saisonspiele, brachte es jedoch auf elf Regionalligaeinsätze sowie ein -tor und beendete die Saison mit den Ausseern auf dem zehnten Rang. Danach kehrte der 1,75 m große Rechtsfuß wieder zum Landesligisten Rottenmann zurück, war dort jedoch auch nur für eine Saisonhälfte aktiv und trat daraufhin einen weiteren Vereinswechsel an. Für die Rottenmanner, die die Saison in weiterer Folge auf dem 14. Rang und damit einem Abstiegsplatz beendeten, kam er bis zum Winter 2006/07 in 13 von 15 möglich gewesenen Ligapartien zum Einsatz und steuerte einen Treffer bei.

### Wechsel nach Bruck und Start ins Trainergeschäft
Die zweite Saisonhälfte absolvierte er daraufhin bereits beim Ligakonkurrenten SC Bruck/Mur, zu dem er in der Winterpause wechselte. Dabei kam er in 14 Meisterschaftsspielen zum Einsatz und kam hierbei auf eine Bilanz von drei Treffern. Als Vorletzter der Liga stiegen die Brucker am Saisonende ebenfalls in die nächsttiefere Fußballspielklasse, die Oberliga Nord, ab. Nach dem Abstieg in die Fünftklassigkeit übernahm der mittlerweile 32-Jährige das Traineramt der Obersteirer und blieb dem Verein die nächsten vier Jahre als Spielertrainer erhalten. In seiner Doppelfunktion als Spieler und Trainer war er maßgeblich am raschen Wiederaufstieg in die steirische Landesliga beteiligt. Mit vier Punkten Vorsprung auf den SC Liezen und elf Punkten Vorsprung auf den SVA Kindberg wurde er 2007/08 mit Bruck Oberliga-Meister und schaffte damit den direkten Aufstieg zurück in die Landesliga. Die darauffolgende Landesliga-Saison schloss er mit der Mannschaft auf Rang 7 ab, hatte mit den Bruckern jedoch nur sechs Punkte Rückstand auf Meister SV Flavia Solva. Hinzu kamen noch Einsätze für die Gebietsliga-Mannschaft der Brucker, die in der vorangegangenen Spielzeit nur knapp den Klassenerhalt in der Liga geschafft hatte. Mit dem SC Bruck/Mur II rangierte er am Saisonende ebenfalls auf dem siebenten Tabellenplatz. Kurzweilig spielte er im Frühjahr 2009 auch auf Leihbasis für den oberösterreichischen Landesligisten SV Bad Goisern.
2009/10 trat Poms weiterhin abwechselnd für die erste und die zweite Mannschaft der Brucker in Erscheinung. Vor allem im Viertligateam setzte er sich selbst zumeist über die volle Spieldauer ein. Vier Siege und acht Remis bei 18 Niederlagen reichten am Ende der Saison jedoch nicht für einen Verbleib in der Landesliga. Die Brucker mussten als 15. von 16 Mannschaften den Weg in die Fünftklassigkeit antreten. Ein ähnliches Schicksal ereilte Poms mit der zweiten Mannschaft, die es im Endklassement nach sechs Siegen und vier Remis nur auf den zwölften Platz brachte, jedoch den Klassenerhalt schaffte. In der Saison 2010/11 schafften Poms und sein Co-Trainer Meik Süss es mit dem Oberliga-Kader hinter Meister und Aufsteiger SC Mürzhofen/Allerheiligen auf den zweiten Platz in der Endtabelle. Ab dieser Saison setzte sich Poms oftmals nur noch als Ersatzspieler ein, nachdem er davor noch meist über die volle Spieldauer auf dem Platz gestanden hatte. Dennoch kam er bis zum Saisonende auf 16 Meisterschaftseinsätze und fünf Spiele im Steirer Cup, in dem die Brucker erst im Viertelfinale gegen den späteren Finalisten, den SV Frannach, ausschieden. Hinzu kamen auch noch acht Auftritte und drei Tore für die 2er-Mannschaft in der siebentklassigen Gebietsliga Mürz. Mit Abschluss dieser Saison endete auch Poms’ Zeit als Spielertrainer. In den Monaten danach setzte er sich selbst nicht mehr als Spieler ein, sondern fungiert ausschließlich als Trainer der Oberliga-Mannschaft.
Während er ab dem Sommer 2011 bei den Bruckern ausschließlich als Trainer tätig war, hinterlegte er ebenfalls im Sommer 2011 seinen Spielerpass bei der von Rene Wenzl betreuten SV Union Kalwang und kam zwischen Spätsommer und Herbst 2011 in fünf Meisterschaftsspielen der damals in der Gebietsliga Enns vertretenen Mannschaft zum Einsatz. Bereits nach seinem ersten Pflichtspiel für die Kalwanger, bei der seit Anfang des Jahres 2011 auch sein Freund Mike Süss spielte, hatte Poms eine Sperre über mehrere Spiele ausgefasst und kam erst über einen Monat später wieder in der Gebietsliga zum Einsatz. Zu den vier „Stars“ der Kalwanger zählten zu dieser Zeit auch der langjährige Regionalliga-Kicker Heinz Kühl und der als Spielertrainer fungierende Rene Wenzl, der bereits über zahlreiche namhafte Stationen im Amateurbereich verfügte.
Als Poms in der Winterpause 2011/12 von seinem einstigen Teamkollegen Walter Schachner zum LASK geholt wurde, um dort nach dem Abgang von Michael Baur zusammen mit Robert Bartosiewicz das Amt des Co-Trainers des österreichischen Zweitligisten zu übernehmen, hinterlegte er seinen Spielerpass beim SC Bruck/Mur. Bis zur Entlassung des steirischen Trainerteams bei den Oberösterreichern wenige Monate später kam Poms jedoch in keinem Spiel der Brucker, die es im Endklassement auf den dritten Platz in der Oberliga Nord gebracht hatten, zum Einsatz. Nachdem Poms kurz darauf als Trainer des Wolfsberger AC II, der zweiten Mannschaft des Aufsteigers in die Bundesliga, sowie unter Nenad Bjelica als Individualtrainer bei den Profis tätig geworden war, hinterlegte er seinen Spielerpass beim TUS Spielberg, bei dem sein Freund Meik Süss seit 2012 als Trainer tätig war. Der Leobener gab jedoch bekannt, dass er dem Achtligisten mit Spielbetrieb in der 1. Klasse Mur/Mürz A nur in Notsituationen zur Verfügung stehen werde, da er sich auf seine Trainertätigkeit in Kärnten konzentrieren wolle.
Nachdem er am selben Tag noch eine Trainingseinheit in Wolfsberg absolviert hatte, bestritt er noch am selben Tag das Erstrundenspiel des Steirer Cups der Saison 2012/13 gegen den WSV St. Lambrecht, bei dem er mit einem Freistoßtor zum 3:2-Endstand zum Matchwinner wurde. Auch beim nachfolgenden Zweitrundenspiel gegen Lomingtal, das in einer knappen Niederlage in der Verlängerung endete, kam Poms zum Einsatz. Über die gesamte Saison hinweg brachte er es zudem zu fünf Meisterschaftseinsätzen und ein -tor in der 1. Klasse Mur/Mürz A und beende die Spielzeit mit den Spielbergern auf dem zweiten Tabellenplatz. Auf Meister FC Zeltweg II fehlte am Ende nur ein Punkt, während auch das Torverhältnis der beiden Mannschaften ähnlich gewesen war. Dennoch stiegen beide Teams in die nächsthöhere Gebietsliga Mur auf. In ebendieser kam Poms 2013/14 noch zu zwei Ligaeinsätzen, erzielte bei der 1:3-Heimniederlage seiner Mannschaft gegen den SC St. Margarethen/Knittelfeld den einzigen Treffer für Spielberg und beendete in weiterer Folge – mittlerweile 38-jährig – offiziell seine Karriere als Aktiver. Seinen Pass hinterlegte er letztmalig im Jahr 2014 beim SC Bruck/Mur.

## Laufbahn als Trainer und Funktionär

### Vom LASK zum WAC
Nachdem Poms wie bereits erwähnt von 2007 bis 2011 als Trainer des SC Bruck/Mur in Erscheinung getreten war und in dieser Zeit einen Meister- und einen Vizemeistertitel in der Oberliga Nord gewonnen hatte, wurde er nach seinem Wechsel zu Walter Schachner nach Linz im Winter 2011/12 bei den Bruckern durch den von Mürzzuschlag kommenden Christian Kandlbauer als Trainer ersetzt. Poms’ Zeit beim LASK in der zweitklassigen Ersten Liga endete mit dem Abgang Schachners im Juni 2012, nachdem der Zweitligaverein keine Lizenz erhalten hatte und in die drittklassige Regionalliga Mitte zwangsabsteigen musste. Um diesen Zeitraum fungierte Poms, der seit Februar 2008 über die UEFA-B- und seit Sommer 2011 über die UEFA-A-Trainerlizenz verfügt, kurzzeitig auch als stellvertretender sportlicher Leiter des TUS St. Veit am Vogau.
Noch im Sommer 2012 wechselte Poms zum Bundesligaaufsteiger Wolfsberger AC, wohin er vom dort seit zwei Jahren tätigen Trainer Nenad Bjelica gelotst wurde. Dieser hatte Poms durch dessen langjährigen Weggefährten Slobodan Grubor kennengelernt. Bei den Kärntnern übernahm er die zweite Mannschaft mit Spielbetrieb in der Kärntner Liga und fungierte zudem als Individualtrainer beim Bundesligateam. Hierbei war er mit dem Aufbau junger Spieler für den Profibereich betraut und sollte das Spielsystem der Profimannschaft auch auf die Amateure übertragen. Noch im selben Jahr wurde er für seine außerordentliche Arbeit mit der Auszeichnung „Trainer des Jahres im österreichischen Amateurfußball“ gewürdigt. In der Saison 2012/13 wurde Poms mit der zweiten Mannschaft der Wolfsberger mit 15 Punkten Vorsprung auf den Stadtrivalen ATSV Wolfsberg Meister der Kärntner Liga und schaffte damit den direkten Aufstieg in die drittklassige Regionalliga Mitte. Nachdem er davor noch davon gesprochen hatte, sich eine längerfristige Arbeit bei den Kärntnern vorstellen zu können, wechselten Bjelica und Poms in der Sommerpause zum amtierenden österreichischen Meister FK Austria Wien, nachdem Meistertrainer Peter Stöger vom 1. FC Köln abgeworben worden war.

### Champions-League-Teilnahme mit Austria Wien
Mit der Austria nahm Poms an der Qualifikation zur UEFA Champions League 2013/14 teil, in der die Mannschaft in der 3. Qualifikationsrunde den isländischen FH Hafnarfjörður mit einem Gesamtscore von 1:0 bezwang und danach auch noch das Play-off gegen Dinamo Zagreb knapp mit 4:3 für sich entschied. In der nachfolgenden Gruppenphase traf er mit dem Team auf den FC Porto, Zenit St. Petersburg und Atlético Madrid, wobei Poms zusammen mit dem Torwarttrainer Franz Gruber beim Rückspiel in Spanien interimistisch das Traineramt ausübte, nachdem sich Bjelica im Hinspiel mit dem Schiedsrichter angelegt hatte und daraufhin für das besagte Rückspiel gesperrt worden war. Mit der Austria, die auch im ÖFB-Cup 2013/14 frühzeitig in Runde 2 gegen den SC Kalsdorf ausschied, nach sechs Gruppenspielen auf dem letzten Platz der Gruppe G und schied daraufhin aus dem Turnier aus. Nach unzureichenden Ergebnissen in der Liga 2013/14 wurden Bjelica und Poms kurz nach dem Start ins Frühjahr im Februar 2014 mit sofortiger Wirkung beurlaubt. Herbert Gager und Cem Sekerlioglu, Bruder von Attila Sekerlioglu, übernahmen danach zumindest bis zur Sommerpause die Agenden von Bjelica und Poms.

### Als Bjelica-Co in Italien und Polen
Nachdem Nenad Bjelica im Juni 2014 als neuer Trainer des italienischen Serie-B-Klubs Spezia Calcio vorgestellt worden war, holte dieser kurz danach René Poms als Co-Trainer ebenfalls nach Italien. Nach einer erfolgreichen ersten Saison mit dem fünften Platz in der Meisterschaft, dem ein knappes Ausscheiden in der ersten Runde des Playoffs zur Serie A folgte, wurde das Trainerduo Bjelica/Poms im November 2015 nach sieben sieglosen Spielen und dem Absturz auf den 15. Tabellenplatz von ihren Aufgaben entbunden. Nachdem er daraufhin einige Monate ohne Verein geblieben war, übernahm Poms im April 2016 die Stelle als Trainer des Oberliga-Nord-Klubs SC Bruck/Mur, bei dem er in der Vergangenheit bereits erste Trainererfahrungen gesammelt hatte. Dabei löste er Michael Rosenbichler als Trainer der Brucker ab. Als Poms’ Co-Trainer fungierte sein einstiger Mitspieler Dinan Pusculovic. Nach zwei Monaten im Amt feierte der gebürtige Leobener mit den Obersteirern den Meistertitel und die damit verbundene Rückkehr in die steirische Landesliga.
Als Nenad Bjelica Ende August 2016 die Nachfolge von Jan Urban beim polnischen Erstligisten Lech Posen angetreten hatte, holte er ein weiteres Mal René Poms als Co-Trainer „ins Boot“. Das Trainerteam führte die Mannschaft nach einem verpatzen Saisonstart unter Urban am Ende der Saison 2016/17 zu einem dritten Tabellenplatz – mit lediglich vier Punkten Rückstand auf Meister Jagiellonia Białystok und drei Zählern hinter dem bisher amtierenden Meister und Pokalsieger, sowie nunmehrigen Vizemeister Legia Warschau. Im März 2017 vertrat Poms den gesperrten Bjelica bei einem Ligaspiel gegen Arka Gdynia. Im Finale des polnischen Fußballpokals 2016/17 unterlag er mit der Mannschaft erst in der Verlängerung dem nordpolnischen Klub Arka Gdynia. In der nachfolgenden Spielzeit 2017/18 fungierte Poms abermals kurzzeitig als Interimstrainer, da Bjelica für zwei Spiele gesperrt war. Vor rund 37.000 Zuschauern führte er Lech Posen am 1. Oktober 2017 zu einem 3:0-Heimsieg über Legia Warschau. Eine Woche später vertrat er Bjelica beim Spiel gegen Jagiellonia Białystok. Am Ende ihrer zweiten und nicht minder erfolgreichen Saison in Polen wurden der Kroate und sein österreichischer Co-Trainer zwei Runden vor Saisonschluss, als sich Mannschaft erneut auf dem dritten Platz befand, überraschend entlassen. Zu diesem Zeitpunkt hatte Posen in der Meisterrunde (Play-off) fünf Punkte Rückstand auf Legia Warschau.

### Wechsel nach Kroatien und erste Anstellung als Cheftrainer im Profibereich
Nur wenige Tage nach der Entlassung wurden Bjelica und Poms als neues Trainerteam des kroatischen Rekordmeisters Dinamo Zagreb vorgestellt, wobei beide einen Zweijahresvertrag erhielten. Mit dem Klub, der zu diesem Zeitpunkt bereits Tabellenführer war, gewannen die beiden drei Tage nach ihrer Einstellung mit einem 3:1-Sieg über Inter Zaprešić die kroatische Meisterschaft 2017/18. Weitere vier Tage später gewann der kroatische Hauptstadtklub mit einem 1:0-Sieg über Hajduk Split auch noch den kroatischen Fußballpokal 2017/18. Zu Beginn der neuen Saison verpasste Dinamo Zagreb nur knapp den Einzug in die Gruppenphase der Champions League 2018/19, erreichte aber in einer Europa-League-Gruppe mit Fenerbahçe Istanbul, RSC Anderlecht und Spartak Trnava den ersten Platz. Dadurch schafften die Kroaten den ersten Einzug in die K.-o.-Phase eines internationalen Turniers seit knapp 50 Jahren. Nach einem Weiterkommen gegen Viktoria Pilsen im Sechzehntelfinale schied die vom Trainerduo Bjelica/Poms trainierte Mannschaft erst im Achtelfinale knapp gegen Benfica Lissabon aus dem Wettbewerb aus. Am Ende der Saison 2018/19 konnten die Zagreber zudem noch ihren Meistertitel verteidigen und standen bereits sechs Spielrunden vor Saisonschluss als kroatischer Meister fest.
Bjelicas Vertrag und dementsprechend auch jener von Poms wurden aufgrund des Erfolgs im April 2019 frühzeitig um zwei weitere Jahre verlängert. Im darauffolgenden Sommer schaffte das Trainerteam mit seiner Mannschaft nach Siegen über FC Saburtalo Tiflis (2. Qualirunde), Ferencváros Budapest (3. Qualirunde) und Rosenborg Trondheim (Play-offs) den Einzug in die Gruppenphase der UEFA Champions League 2019/20, wo Manchester City, Schachtar Donezk und Atalanta Bergamo warteten. Nach einem erfolgreichen Start in die Gruppenphase rangierten die Kroaten am Ende jedoch mit fünf erreichten Punkten auf dem vierten Platz der Gruppe C. Dennoch war es für den Klub das beste Resultat in einer Champions-League-Gruppe im 21. Jahrhundert. In der Meisterschaft 2019/20 war die Mannschaft gerade auf Titelkurs (18 Punkte Vorsprung auf den nächsten Verfolger, HNK Rijeka), als sich das Duo Bjelica/Poms und der Verein im April 2020 einvernehmlich trennten. Laut Poms kam es aus finanziellen Gründen zur vorzeitigen Vertragsauflösung mit dem Klub, der in der Amtszeit von Bjelica und Poms rund 120 Millionen Euro verdient hatte. Bereits kurz nach ihrem Abgang in Zagreb waren die beiden bei ihrem letztjährigen Europa-League-Konkurrenten Fenerbahçe Istanbul im Gespräch.
Im September 2020 unterschrieb Bjelica schließlich einen Vertrag bei seinem Heimatverein NK Osijek und nahm seinen Co-Trainer Poms mit zum slawonischen Klub, der einen missglückten Start in die neue Saison hingelegt hatte. Gleich in ihrer ersten Spielzeit beim neuen Klub erreichten sie den zweiten Platz im Endklassement und stellten mit der Mannschaft eine an gebrochenen Vereinsrekorden auf – etwas mit 77 Punkten das beste Ligaresultat in der Klubgeschichte oder mit 25 Treffern die niedrigste Anzahl an erhaltenen Gegentoren. An der Qualifikation zur UEFA Europa Conference League 2021/22 scheiterte der Klub nach einem Weiterkommen gegen Pogoń Stettin in Runde 2 in der nachfolgenden Runde gegen ZSKA Sofia. In der nächsten Saison war der von Bjelica und Poms betreute Klub ein weiteres Mal auf Meisterkurs, kam am Ende jedoch nicht über einen dritten Tabellenplatz mit zehn Punkten Rückstand auf Meister Dinamo Zagreb hinaus. In der anschließenden Conference-League-Qualifikation scheiterte der Klub an FK Qysyl-Schar SK aus Kasachstan. Bald nach dem Start in die Meisterschaft 2022/23 wurde Bjelica, der auch als Sportdirektor des Vereins fungierte, im August 2022 von seiner Doppelfunktion als Trainer und Sportdirektor entbunden.
Im Jänner 2023 wurde Poms, der zwischenzeitlich einen UEFA-Pro-Lizenz-Kurs absolviert hatte, als neuer Trainer des NK Osijek vorgestellt und erhielt einen Vertrag bis 2024. Für Poms, der die Mannschaft seit dem Abgang von Bjelica interimistisch betreut hatte, war dies die erste Position als Cheftrainer eines Profiteams. Sein dortiges Engagement dauerte bis Anfang März 2023; nach sieben Spielen als offizieller Cheftrainer wurde er frühzeitig wieder entlassen.

### Heimkehr nach Leoben und Wechsel nach Griechenland
Im Sommer 2023 leitete er im Auftrag der Gewerkschaft Younion das Trainingscamp der vertragslosen Fußballer. Kurz darauf wurde er beim eben erst wieder in die zweithöchste österreichische Fußballliga aufgestiegenen DSV Leoben als Head of International Relations and Scouting vorgestellt. Eine der ersten Verpflichtungen, die über Poms gingen, war jene von Deni Alar, der unter Poms beim das Trainingscamp der vertragslosen Fußballer mittrainiert hatte. Nachdem der bisherige Trainer Carsten Jancker, der den damals abstiegsgefährdeten Klub von der Landesliga bis in zweithöchste Spielklasse des Landes geführt hatte, überraschend nach nur fünf Meisterschaftsspielen in der 2. Liga entlassen worden war, übernahm Poms zusätzlich zu seiner Funktion auch noch das Traineramt bei seinem Heimatverein. Während seiner Amtszeit wurde unter anderem der Spielbetrieb der Profimannschaft in eine GmbH ausgegliedert. Unter Poms etablierte sich der Aufsteiger in der 2. Liga und die Mannschaft erreichte zudem das Halbfinale im ÖFB-Cup 2024/25, nachdem sie auf dem Weg dorthin drei Bundesligisten eliminiert hatte. Auf dem zweiten Tabellenrang liegend trat er im April 2024 aber aufgrund interner Differenzen wieder von seinen Ämtern beim DSV zurück.
Während der Fußball-Europameisterschaft 2024 trat Poms als Experte für den ORF in Erscheinung und war etwa beim Spiel zwischen Kroatien und Albanien im ORF-Studio. Im Juli 2024 wechselte er zum griechischen Super-League-Absteiger PAS Ioannina in die zweitklassige Super League 2, mit dem er im September 2024 in die Meisterschaft startete und den raschen Wiederaufstieg anstrebte. Nach nur acht Spielen im Amt löste er seinen Vertrag in Griechenland im Oktober 2024 wieder auf.

### Trainer in der Bundesliga
Im Anschluss kehrte Poms im Oktober 2024 nach Österreich zurück und übernahm als Nachfolger von Gernot Messner den Bundesliga-Aufsteiger Grazer AK. Unter seiner Führung holten die Grazer in zwölf Spielen je drei Siege und Remis bei sechs Niederlagen. Auf dem vorletzten Tabellenrang liegend wurde Poms im März 2025 bereits wieder entlassen.

## Erfolge

### Als Spieler
mit dem FC Trofaiach
- Vizemeister der Oberliga Nord: 1995/96
- Meister der Oberliga Nord und Aufstieg in die Landesliga Steiermark: 1998/99

mit der Kapfenberger SV
- Meister der Regionalliga Mitte, Sieger der Relegation und Aufstieg in die Erste Division: 2001/02

mit dem SV Rottenmann
- Vizemeister der Landesliga Steiermark: 2003/04

mit dem SV Bad Aussee
- Meister der Landesliga Steiermark und Aufstieg in die Regionalliga Mitte: 2004/05

mit dem SC Bruck/Mur
- Meister Oberliga Nord und Aufstieg in die Landesliga Steiermark: 2007/08
- Vizemeister der Oberliga Nord: 2010/11

mit dem TUS Spielberg
- Vizemeister der 1. Klasse Mur/Mürz A und Aufstieg in die Gebietsliga Mur: 2012/13

### Als Trainer
mit dem SC Bruck/Mur
- Meister Oberliga Nord und Aufstieg in die Landesliga Steiermark: 2007/08
- Vizemeister der Oberliga Nord: 2010/11
- Meister Oberliga Nord und Aufstieg in die Landesliga Steiermark: 2015/16

mit dem WAC/St. Andrä II
- Meister der Kärntner Liga und Aufstieg in die Regionalliga Mitte: 2012/13

mit dem FK Austria Wien
- Teilnahme an der UEFA Champions League: 2013/14

mit Lech Posen
- Finalist des polnischen Fußballpokals: 2016/17

mit Dinamo Zagreb
- Meister der 1. HNL: 2017/18 und 2018/19
- Sieger des kroatischen Fußballpokals: 2017/18
- Sieger des kroatischen Fußball-Supercups: 2019
- Achtelfinale der UEFA Europa League: 2018/19
- Gruppenphase der UEFA Champions League: 2019/20

mit dem NK Osijek
- Vizemeister der 1. HNL: 2020/21

## Privates
Poms lebt mit seiner Familie im Leobener Stadtteil Judendorf-Seegraben.
Heute (Stand: 2023) tritt Poms noch immer wieder bei Benefizspielen als Fußballspieler in Erscheinung; so beispielsweise zuletzt im Dezember 2022 als Spieler des DSV Leoben beim Lions-Benefiz-Hallenfußballturnier der Legenden in Graz.